# 21 (Adele)
21 è il secondo album in studio della cantautrice britannica Adele, pubblicato il 19 gennaio 2011 dalla XL Recordings.
Dopo aver ricevuto un'accoglienza positiva da parte della critica musicale internazionale, l'album ha riscosso sin dall'inizio un notevole successo commerciale in Europa, debuttando al primo posto della classifica britannica e vendendo in poco più di un mese oltre un milione di copie. Il 22 febbraio 2011 l'etichetta Columbia Records ha pubblicato l'album anche negli Stati Uniti d'America, dove 21 ha esordito al primo posto della classifica Billboard 200, all'interno della quale è tuttora presente con oltre 500 settimane di permanenza. Nei mesi seguenti il disco ha confermato e rafforzato il proprio successo mondiale, fino a collezionare un totale di ventitré settimane al primo posto della classifica britannica e ventiquattro al vertice di quella statunitense, oltre a raggiungere la prima posizione anche in molti altri Paesi, tra i quali Australia, Francia, Paesi Bassi, Nuova Zelanda, Italia, Canada, Germania e Irlanda.
È stato l'album più venduto negli Stati Uniti d'America sia nel 2011, che nel 2012, ed è stato certificato disco di diamante dalla RIAA nel novembre 2012. In Regno Unito 21 ha venduto 3 700 000 copie solamente nel corso del 2011, diventando così non solo il disco di maggior successo dell'anno, ma riuscendo anche a diventare il più venduto del XXI secolo, davanti al secondo album di Amy Winehouse Back to Black. Nel dicembre 2012, 21 ha inoltre raggiunto la quarta posizione nella classifica degli album più venduti di sempre in Regno Unito], arrivando a 4 900 000 copie. Secondo l'International Federation of the Phonographic Industry, 21 è stato l'album più venduto a livello globale da un decennio a quella parte oltreché il disco più venduto al mondo sia durante il 2011 sia nel 2012.
Tra la fine del 2011 e la prima metà del 2012, 21 ha ottenuto numerosi riconoscimenti a livello internazionale, tra i quali un American Music Award, sei Grammy Awards, incluso quello per l'Album dell'anno, il premio British Album of the Year ai BRIT Awards 2012 e due Billboard Music Awards.

## Antefatti e sviluppo
Il disco è stato pubblicato a tre anni di distanza dal precedente lavoro della cantante, 19 (2008). Adele ha dichiarato che per realizzare il secondo disco ha impiegato molto tempo e che il processo di scrittura l'ha "scombussolata non poco". In un'intervista concessa al tabloid britannico The Sun Adele ha inoltre affermato che la gestazione dell'album è stata inizialmente molto complessa, a causa della mancanza di idee circa il possibile contenuto del disco stesso.

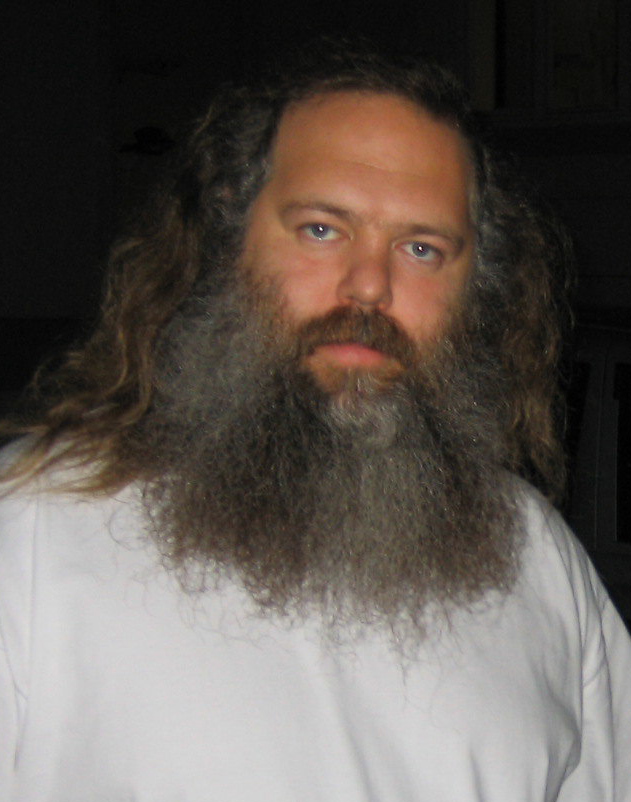
Rick Rubin è il produttore di quattro canzoni di 21

Il primo brano scritto per l'album è stato Take It All, composto durante un periodo di crisi della relazione con l'uomo al quale la cantante era sentimentalmente legata. Tutte le restanti canzoni dell'album sono state scritte dopo la rottura di tale rapporto.
Le prime sessioni per la scrittura del disco, avvenute insieme al produttore e coautore Paul Epworth, hanno avuto inizio il giorno seguente alla separazione con l'ex fidanzato. Nonostante il forte desiderio di dedicarsi alla scrittura di ballate, Adele è stata spinta da Epworth a scrivere un brano più aggressivo, Rolling in the Deep, diventato poi il singolo di lancio dell'intero progetto.
Dopo aver lavorato con il produttore inglese Fraser T. Smith, insieme al quale la cantante ha registrato un demo del brano Set Fire to the Rain, Adele ha iniziato la collaborazione con Ryan Tedder, frontman del gruppo statunitense OneRepublic. Durante tale incontro è nato il brano Turning Tables, che Tedder aveva iniziato a scrivere in precedenza, senza essere a conoscenza della situazione sentimentale della cantante. Incontratisi nuovamente a Los Angeles per una seconda sessione di scrittura, Adele e Ryan Tedder hanno scritto insieme anche il brano Rumour Has It, prodotto dallo stesso Tedder.
Sempre a Los Angeles, Adele ha poi incontrato Greg Wells, con il quale ha composto due brani per l'album, anche se solo One and Only è stato poi inserito nella versione finale di 21. Alla scrittura di tale brano avrebbe in seguito partecipato anche l'autore Dan Wilson.
A partire dall'aprile 2010, Adele ha iniziato a lavorare a Malibù con il produttore statunitense Rick Rubin. Durante tale fase di lavorazione dell'album è stata registrata anche una cover di Never Tear Us Apart degli INXS, che sarebbe stata in seguito sostituita da Lovesong dei Cure.
Circa a metà del 2010, la cantante ha infine incontrato Dan Wilson, con il quale ha firmato il brano Someone like You. La registrazione inclusa nell'album, prodotta dallo stesso Wilson, era stata realizzata come un semplice demo ma, nonostante un arrangiamento semplice, incentrato principalmente sul pianoforte, è stata poi scelta come versione finale del brano.

## Descrizione

### Il titolo
Il titolo dell'album è stato scelto sulla scia del titolo del disco d'esordio della stessa Adele: così come 19 faceva riferimento all'età dell'artista nel periodo durante il quale le canzoni che lo compongono sono state scritte, anche 21 coincide con gli anni che Adele aveva nel momento in cui ha concepito il disco stesso. A tal proposito, la cantante ha dichiarato di aver deciso di dare il titolo 19 al suo primo disco perché voleva catalogare ciò che le era successo e ciò che era in quella fase della sua vita, aggiungendo di aver voluto proseguire nella scelta di usare la propria età come titolo dei suoi lavori in modo da rappresentare la sua progressione personale e i cambiamenti subiti nel corso degli anni, come in un album fotografico.

### Stile e tematiche
La tematica predominante all'interno del disco, quasi interamente autobiografico, è il dolore per la fine della storia d'amore che ha legato Adele al suo ex-fidanzato per un periodo di diciotto mesi.
Secondo quanto dichiarato dalla stessa Adele, il brano Someone like You, scelto come traccia di chiusura di 21, rappresenta il riassunto della fine della storia d'amore sulla quale l'album è incentrato, e rappresenta perciò una sintesi del disco stesso. Nel testo del brano la cantautrice immagina di ritrovare a quarant'anni l'uomo del quale è ancora innamorata, scoprendolo felice con una moglie e dei figli.
In I Found a Boy, la dodicesima e ultima traccia presente nell'edizione pubblicata su iTunes, Adele racconta al suo ex fidanzato, con molta rabbia per la fine della loro storia e per averlo trovato felice con una moglie e dei figli pur sapendo che lui era ancora innamorato di lei, di essersi innamorata di un ragazzo, e di amarlo più di qualunque altra cosa. Con questa dodicesima traccia, Adele conclude l'edizione iTunes del disco con un finale aperto.
La cantautrice ha inoltre sottolineato le differenze rispetto al proprio disco d'esordio, affermando che «anche se parla degli stessi argomenti lo fa sotto una luce diversa. Tratto le cose in modo diverso ora. Sono molto più paziente, più onesta, più tollerante e più consapevole dei miei difetti, delle mie abitudini e dei miei principi. Credo sia una cosa che viene con l'età».
21 contiene anche brani meno personali, come ad esempio He Won't Go, nel quale la cantautrice britannica racconta la vicenda di due persone da lei conosciute dopo la pubblicazione del suo primo album, che portano avanti la loro storia d'amore nonostante la dipendenza dall'eroina di uno dei due componenti della coppia.
L'unica cover inclusa nell'album, Lovesong dei Cure, è stata registrata durante il periodo di soggiorno a Malibù, insieme al produttore Rick Rubin, ed è stata scelta dalla cantante proprio con lo scopo di lenire la propria nostalgia di casa.

### Sonorità e influenze
Le canzoni contenute nell'album traggono forte ispirazione dai generi musicali originari della parte meridionale degli Stati Uniti d'America, in particolare dalla musica country di artisti come Alison Krauss e Lady Antebellum, nonché dal rockabilly degli anni cinquanta di artisti come Wanda Jackson. Secondo quanto dichiarato dalla stessa cantante, Adele ha conosciuto questi generi musicali durante il suo precedente tour americano, grazie all'autista dell'autobus che l'ha accompagnata in tutti i suoi spostamenti. Tali influenze si riscontrano soprattutto nella concretezza e immediatezza dei brani che, come nella tradizione country, raccontano storie in maniera semplice, senza l'uso di espressioni ricercate o criptiche.

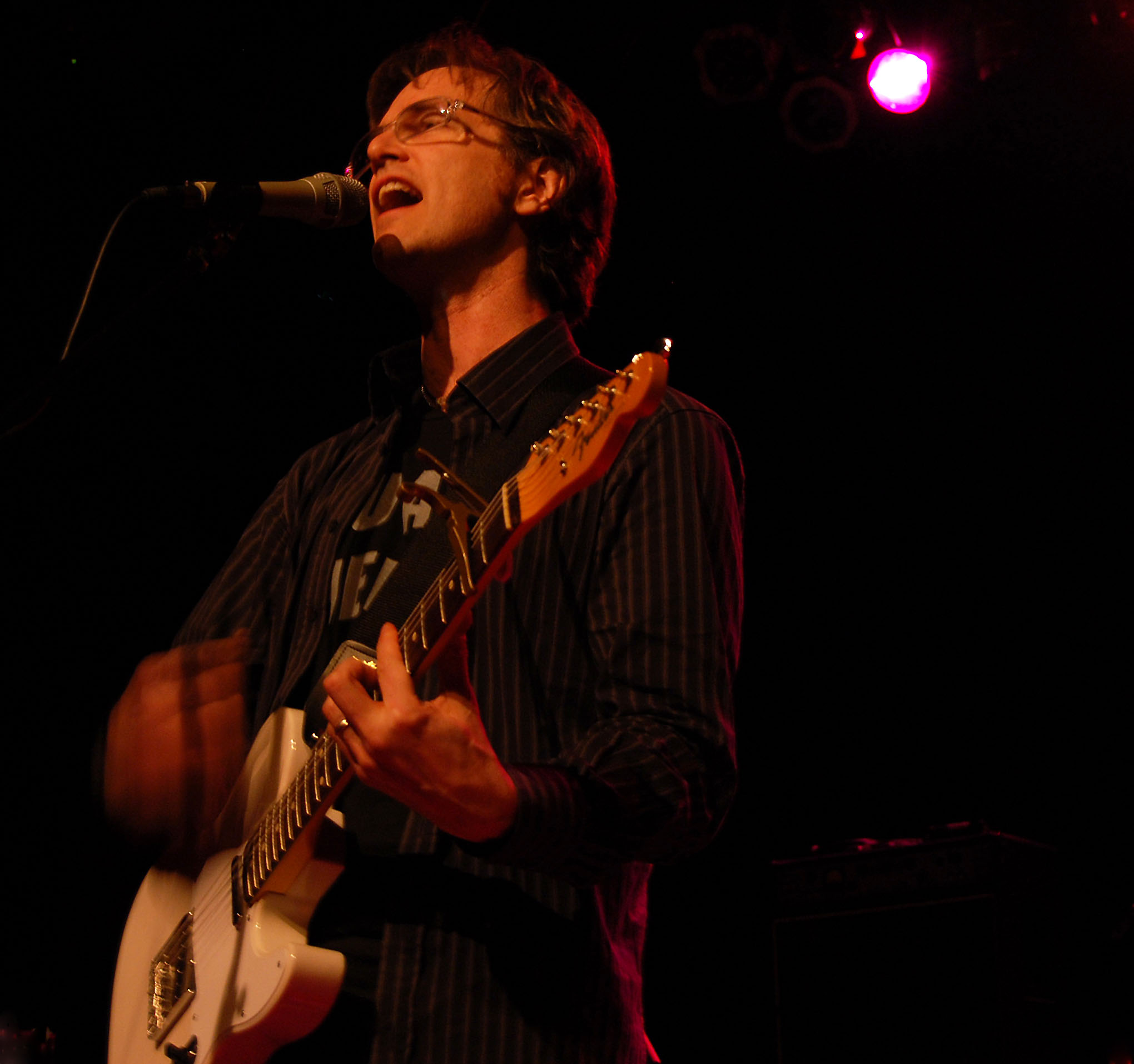
Dan Wilson, coautore e produttore di Someone like You.

Inoltre, secondo quanto scritto sul suo blog, l'album 21 contiene elementi ispirati da molti altri artisti, come Andrew Bird, The SteelDrivers, Mary J. Blige, Kanye West, Elbow, Mos Def, Alanis Morissette, Tom Waits e Sinéad O'Connor, mentre in un'intervista concessa nel febbraio 2011, la cantante ha dichiarato che un'altra fonte di ispirazione è stato l'album Sigh No More dei Mumford & Sons.

Nonostante il cambiamento in direzione country, secondo Allison Stewart del Washington Post, l'album presenta sonorità che vanno al di là delle barriere di un singolo genere, e diversi critici musicali hanno riscontrato in 21 sonorità che spaziano dall'R&B al blues, dal gospel al jazz, dalla bossa nova al pop. La stessa Adele ha dichiarato in un'intervista:

## Promozione

### Singoli

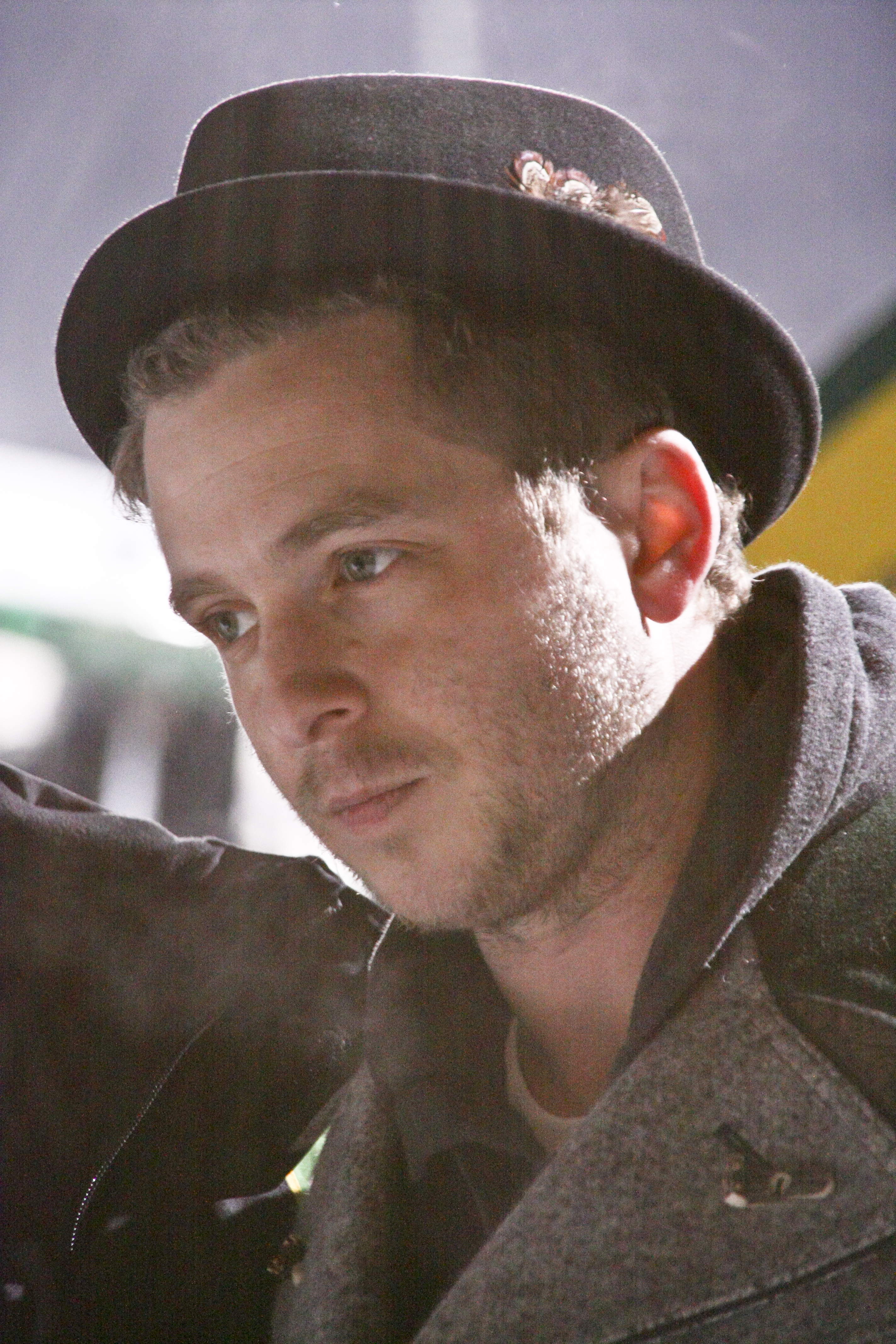
Ryan Tedder, coautore dei singoli Turning Tables e Rumour Has It, e produttore di quest'ultimo.

Il primo singolo ufficiale estratto dall'album è stato Rolling in the Deep, entrato in rotazione radiofonica dal 19 novembre 2010 e accompagnato da un videoclip trasmesso dalle televisioni musicali a partire dal 3 dicembre 2010. Il brano è stato pubblicato come singolo digitale il 29 novembre 2010 nei Paesi Bassi e il giorno seguente negli Stati Uniti d'America, mentre nel resto d'Europa Rolling in the Deep è stato messo in commercio sotto forma di EP digitale a partire dal 16 gennaio 2011. La canzone è entrata nelle top ten di diversi Paesi, raggiungendo il secondo posto in Regno Unito e il primo posto in Italia, Paesi Bassi, Svizzera, Fiandre, Vallonia Germania e Stati Uniti d'America. Solamente negli Stati Uniti d'America, il brano ha venduto oltre 7 463 000 copie.
Il 24 gennaio 2011, il brano Someone like You è stato scelto come secondo singolo per il Regno Unito e l'Irlanda e pubblicato solo in formato digitale. La canzone, spinta soprattutto dall'esibizione di Adele durante i BRIT Awards 2011, ha raggiunto il 1º posto sia nella classifica irlandese, sia in quella del Regno Unito, diventando così il primo singolo di Adele a raggiungere la posizione numero 1 nella classifica del Regno Unito. A settembre dello stesso anno inoltre Someone like You è stato estratto come terzo singolo anche in Europa, e come secondo singolo negli Stati Uniti d'America e in Canada. Per l'occasione la cantante ha anche girato a Parigi il videoclip del brano, entrato in rotazione nei canali televisivi a tema musicale nel settembre 2011. Il brano ha raggiunto il primo posto in Italia, Francia, Svizzera, Vallonia, Australia, Nuova Zelanda e Stati Uniti d'America.
L'8 aprile 2011 il brano Set Fire to the Rain è entrato in rotazione radiofonica come secondo singolo dall'album in vari paesi europei, Italia compresa. Il 4 luglio 2011 il singolo è stato pubblicato anche in Regno Unito e Irlanda, mentre negli Stati Uniti la sua pubblicazione è avvenuta il 22 novembre 2011. Il brano è arrivato al primo posto nei Paesi Bassi e nelle Fiandre ed ha raggiunto la Top 3 in Italia, ricevendo dalla FIMI la certificazione di disco multi-platino. Il brano ha raggiunto anche la prima posizione nella Billboard Hot 100, diventando il terzo singolo di Adele a toccare la vetta della classifica americana.
Il 13 dicembre 2011 il brano Turning Tables è stato scelto come quarto singolo estratto dall'album in Italia. Il singolo, pubblicato anche in altri paesi europei, ha raggiunto l'ottava posizione nella Top Singoli, ottenendo inoltre la certificazione di disco di platino per le 30 000 copie vendute in Italia. Pur non essendo stato pubblicato fuori dall'Europa, il brano è stato certificato disco d'oro anche negli Stati Uniti d'America, in Canada, e in Australia, grazie alle copie vendute come download della singola traccia all'interno dell'album 21.
Il brano Rumour Has It è stato pubblicato nel marzo 2012 come quinto singolo estratto dall'album negli Stati Uniti d'America. In Italia, il brano è entrato in rotazione radiofonica il 9 marzo 2012. Il brano ha ottenuto il doppio disco di platino negli Stati Uniti d'America e il disco di platino in Canada, mentre in Italia e Australia ha ottenuto la certificazione di disco d'oro.

### Esibizioni dal vivo

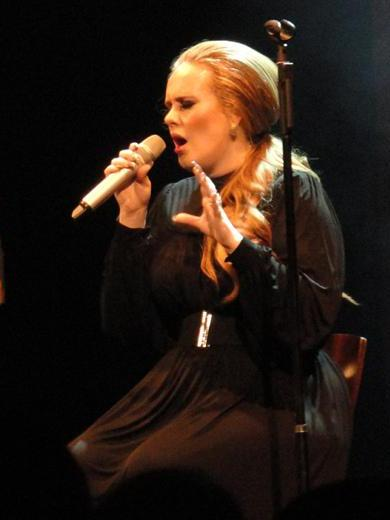
Adele il 12 agosto 2011 durante un'esibizione a Seattle per Adele Live, la serie di concerti a supporto di 21.

Prima ancora della pubblicazione dell'album, Adele ha promosso 21 attraverso una serie di esibizioni in programmi televisivi europei. Il 9 dicembre 2010 la cantante ha partecipato al programma britannico Royal Variety Performance, mentre il 9 gennaio dell'anno successivo ha interpretato dal vivo Rolling in the Deep durante la trasmissione italiana Quelli che il calcio e.... Il 21 gennaio 2012 si è esibita nel corso della finale del talent show The Voice of Holland e il 27 gennaio al BBC Radio 1's Live Lounge. Una settimana prima dell'uscita dell'album Adele ha presentato alcuni brani di 21 in versione acustica al Tabernacle music hall di Londra. L'esibizione è stata trasmessa dal vivo in streaming sul sito web ufficiale della cantante.
Analogamente, la settimana di pubblicazione dell'album negli Stati Uniti è stata accompagnata dalla partecipazione a trasmissioni quali il Today Show del 18 febbraio 2012 e il Late Show with David Letterman del 21 febbraio 2012. Tre giorni più tardi, la cantante si è invece esibita durante i programmi The Ellen DeGeneres Show e Jimmy Kimmel Live!.
La tournée a sostegno di 21, Adele Live, è partita il 21 marzo 2011 a Oslo, in Norvegia, e si è conclusa il 25 settembre dello stesso anno a Glasgow, in Scozia, per un totale di 51 spettacoli svoltisi in Europa e Nord America. Le tappe programmate tra il 7 ottobre e il 21 ottobre 2011 sono state annullate a causa di una emorragia alle corde vocali della cantante, mentre quelle tra il 7 novembre il 15 novembre dello stesso anno sono state annullate a causa di un'infezione al torace.

## Accoglienza
| Recensione          | Giudizio |
| ------------------- | -------- |
| AllMusic            |          |
| The Daily Telegraph |          |
| The-fly.co.uk       |          |
| The Guardian        |          |
| The Independent     |          |
| Independent.ie      |          |
| MusicOMH            |          |
| OndaRock            |          |
| Rolling Stone       |          |
| The Scotsman        |          |
| Spin                |          |

L'album ha avuto un buon riscontro da parte della critica musicale, ottenendo recensioni generalmente favorevoli e ricevendo un punteggio medio di 76 su 100, calcolato sulla base dei dati raccolti dal sito web Metacritic.
Ancora prima della sua pubblicazione, l'album è stato indicato dal tabloid The Sun come disco dell'anno, nonostante la sua uscita sia avvenuta all'inizio del 2011. Un parere simile è stato espresso da Franco Bacoccoli di Rockol.it, secondo il quale 21 è nel complesso «una prova da applauso a scena aperta, un disco che a fine 2011 sarà sicuramente tra i migliori nonostante si sia solamente all'inizio dell'anno».
Anche la recensione della BBC è stata decisamente favorevole all'album: Ian Wade ha utilizzato per 21 l'espressione «genuinamente brillante», affermando che il disco alla fine regalerà molti premi alla cantante. In Italia, la giornalista musicale Marinella Venegoni del quotidiano La Stampa ha considerato 21 come uno dei dischi in grado di portare una ventata d'aria fresca a inizio 2011, elogiando la maturità vocale dell'artista.
Secondo Bernadette McNulty del Daily Telegraph, l'album contiene stili musicali diversi, come il blues, il country e il soul, mai sperimentati prima da Adele. La giornalista ha inoltre elogiato la capacità della cantante di apparire autentica nei diversi generi e ha giudicato perfetto per lei il materiale incluso nel disco. Il quotidiano australiano Herald Sun si sofferma anche sui testi dei brani, affermando che i testi diretti di Adele hanno una precisione militare.
Stephen Kelly di The-fly.co.uk esprime un giudizio meno positivo, affermando che, pur non trattandosi di un brutto album, 21 sarebbe potuto essere migliore, a causa della qualità delle canzoni che, secondo il critico musicale, raramente riescono ad essere d'ispirazione, al di là di Rolling in the Deep o Someone like You. Negativa è invece la recensione di Andy Gill del quotidiano The Independent: il critico musicale afferma che il disco, dopo un buon inizio, affonda in una palude di turgide ballate incentrate sul piano e prive di carattere, che affogano nei soliti arrangiamenti d'archi.
L'album è stato inserito nelle classifiche dei migliori album del 2011 stilate da numerose riviste musicali internazionali. In particolare, 21 è stato posto al vertice della classifica 50 Best Albums of 2011 realizzata dalla rivista statunitense Rolling Stone, ed ha ottenuto lo stesso risultato nelle graduatorie compilate da Entertainment Weekly, TIME, il Daily News di New York e Digital Spy, oltreché in quelle realizzate dai critici Edna Gundersen e Brian Mansfield di USA Today.
L'album ha ottenuto inoltre il secondo posto nelle classifiche del canale televisivo americano MTV, dei quotidiani The Boston Globe e Toronto Sun e della rivista The Hollywood Reporter.

## Riconoscimenti

### Premi

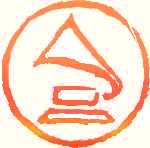
L'album e i singoli tratti da 21 hanno consentito ad Adele di trionfare ai Grammy Awards 2012, vincendo in sei categorie alla premiazione del 12 febbraio.

Nel corso della trentanovesima cerimonia di consegna degli American Music Award, svoltasi il 20 novembre 2011, il disco ha ricevuto il premio come Miglior album pop-rock dell'anno. Durante lo stesso evento, Adele ha vinto anche i premi come Miglior artista femminile pop rock e Miglior artista Adult Contemporary. Il 1º dicembre dello stesso anno, la rivista italiana Musica e dischi ha assegnato a 21 il premio della critica come album pop rock straniero dell'anno.
Il 9 febbraio 2012, 21 ha ricevuto anche il Premio Oye! come miglior album dell'anno in lingua inglese. I vincitori del premio, che si svolge annualmente in Messico, vengono stabiliti dalla Academia Nacional de la Música en México. Tre giorni più tardi, l'album ha consentito ad Adele di ricevere sei Grammy Awards dalle sei nomination ottenute il 30 novembre dell'anno precedente, permettendo ad Adele di eguagliare il record stabilito da Beyoncé per il maggior numero di riconoscimenti ottenuti da un'artista femminile nel corso di un'unica edizione del premio stesso. 21 è infatti risultato vincitore nelle categorie Album dell'anno e Miglior album pop vocale, mentre il primo singolo da esso estratto, Rolling in the Deep, ha ottenuto il premio come Miglior video, Registrazione dell'anno e Canzone dell'anno. Il secondo singolo, Someone like You, ha ottenuto infine il riconoscimento come Miglior interpretazione pop vocale solista.
Il 21 febbraio 2012, l'album ha ricevuto il premio come Miglior album britannico alla ventiduesima edizione dei BRIT Awards. Nella stessa occasione Adele è stata premiata come miglior artista femminile.
Il 2 marzo 2012, l'album si è aggiudicato inoltre la vittoria agli Swiss Music Awards nella categoria Best Album Pop Rock International, mentre il brano Rolling in the Deep è stato il vincitore nella categoria Best Hit International. Un giorno prima l'album era stato decretato vincitore del premio IMPALA European Independent Album of the Year, riconoscimento assegnato dall'associazione europea delle etichette discografiche indipendenti.
Nel corso della ventiduesima edizione di premi Echo, i premi tedeschi assegnati alla musica dalla Deutsche Phono-Akademie, 21 ha vinto il riconoscimento come album dell'anno, consentendo inoltre ad Adele di vincere il premio come Artista donna rock-pop internazionale. Il successivo 27 marzo, l'album si è aggiudicato anche il premio come Miglior album internazionale ai Juno Awards, riconoscimento assegnato dalla Canadian Academy of Recording Arts and Sciences. Il 20 maggio 2012, durante la tredicesima cerimonia di premiazione dei Billboard Music Awards, Adele ha ricevuto un totale di dodici premi, inclusi i riconoscimenti Top Album e Top Pop Album per 21.

### Candidature
Nel luglio 2011 l'album è stato inserito nell'elenco dei 12 nominati per il Mercury Prize, premio assegnato da una commissione di artisti e giornalisti incaricata di selezionare il miglior album britannico dell'anno. 21 è stato nominato come Miglior album anche ai MOBO Awards 2011, riconoscimento assegnato annualmente in Regno Unito agli artisti appartenenti al genere della black music.
Agli Urban Music Awards 2011, riservati alla musica rap, R&B, dance e soul, 21 ha ottenuto ancora una volta una candidatura come Miglior album, senza però riuscire ad aggiudicarsi il premio.

## Tracce
1. Rolling in the Deep – 3:48 (Adele Adkins, Paul Epworth)
2. Rumour Has It – 3:43 (Adele Adkins, Ryan Tedder)
3. Turning Tables – 4:10 (Adele Adkins, Ryan Tedder)
4. Don't You Remember – 4:03 (Adele Adkins, Dan Wilson)
5. Set Fire to the Rain – 4:02 (Adele Adkins, Fraser T. Smith)
6. He Won't Go – 4:38 (Adele Adkins, Paul Epworth)
7. Take It All – 3:48 (Adele Adkins, Eg White)
8. I'll Be Waiting – 4:01 (Adele Adkins, Paul Epworth)
9. One and Only – 5:48 (Adele Adkins, Dan Wilson, Greg Wells)
10. Lovesong – 5:16 (Robert Smith, Simon Gallup, Roger O'Donnell, Porl Thompson, Lol Tolhurst, Boris Williams) – cover dei The Cure
11. Someone like You – 4:45 (Adele Adkins, Dan Wilson)

Traccia bonus nell'edizione iTunes
1. I Found a Boy – 3:37 (Adele Adkins)

Tracce bonus nell'edizione limitata
1. If It Hadn't Been for Love – 3:07 (Mike Henderson, Chris Stapleton) – cover dei The SteelDrivers
2. Hiding My Heart – 3:25 (Tim Hanseroth) – cover di Brandi Carlie

Disco bonus nell'edizione deluxe
1. Need You Now (feat. Darius Rucker) (dal vivo ai CMT Artists of the Year Awards) – 3:55 (Hillary Scott, Charles Kelley, Dave Haywood, Josh Kear) – cover dei Lady Antebellum
2. Someone like You (Versione acustica dal vivo) – 5:14 (Adele Adkins, Dan Wilson)
3. Turning Tables (Versione acustica dal vivo) – 4:20 (Adele Adkins, Ryan Tedder)
4. Don't You Remember (Versione acustica dal vivo) – 4:18 (Adele Adkins, Dan Wilson)

Durata totale: 17:47

## Formazione
Di seguito sono elencati i musicisti che hanno suonato nel disco e il personale che ha collaborato alla sua realizzazione:
Musicisti
- Adele Adkins – voce
- Jo Allen, Natalie Bonner, Stephanie Cavey, Eleanor Mathieson, Ruston Pomeroy, Hayley Pomfrett, Jenny Sacha, Kotono Sato – violino
- Stephanie Bennett – arpa
- Jerrod Bettis – batteria, chitarra acustica
- Rachel Stephanie Bolt, Caroline Dale, David Daniels, Patrick Kiernan, Boguslaw Kostecki, Peter Lale, Chris Laurence, Julian Leaper, Rita Manning, Stephen Morris, Tom Pigott-Smith, Jackie Shave, Emlyn Singleton, Cathy Thompson, Bruce White, The Wired Strings, Chris Worsey, Warren Zielinski, Julia Tillman Waters – archi
- Harry Brown – trombone
- Ray Carless – sax tenore
- Carmen Carter, Jim Gilstrap, Josef Powell, Carmen Twillie, Lorna Maxine Waters, Terry Young – cori
- Lenny Castro – percussioni
- Neil Cowley, James Poyser, Dan Wilson – pianoforte
- Chris Dave, Ash Soan, Leo Taylor – batteria
- Paul Epworth – basso, chitarra acustica, chitarra elettrica, percussioni, voce di sottofondo
- Fraser T. Smith – basso elettrico, mixaggio, pianoforte
- David Hidalgo – fisarmonica, banjo
- Smokey Hormel, Matt Sweeney – chitarra
- Noel Langley – tromba
- Pino Palladino – basso
- Ryan Tedder – basso, batteria, chitarra elettrica, organo Hammond B3, pianoforte
- Ben Thomas – chitarra acustica, chitarra elettrica

Arrangiamenti
- Harry Brown – arrangiamenti del corno
- David Campbell, Rosie Danvers, Chris Elliot – arrangiamenti degli archi
- Ryan Tedder – arrangiamenti, arrangiamenti degli archi

Produzione
- Adele – design, produzione
- Jim Abbiss – mixaggio, produzione
- Philip Allen, Beatriz Artola, Greg Fidelman, Mark Rankin – ingegneri del suono
- Phillip Broussard Jr., AJ Clark, Sara Lyn Killion, Isabel Seeliger-Morley – assistenti di studio
- Lindsay Chase – coordinamento della produzione
- Tom Coyne – mastering
- Ian Dowling, Tom Elmhirst, Andrew Scheps – mixaggio
- Lauren Dukoff – fotografie
- Paul Epworth, Fraser T. Smith, Rick Rubin, Dan Wilson – produzione
- Phil Lee – design
- Dan Parry – assistente di studio, ingegnere della voce
- Steve Price – ingegnere degli archi
- Ryan Tedder – ingegnere del suono, programmazione, produzione
- Oren Waters – direttore dei cori

## Successo commerciale
Paesi nei quali 21 ha raggiunto il primo posto nella classifica ufficiale.
     Paesi nei quali 21 ha raggiunto il secondo posto nella classifica ufficiale.
     Paesi nei quali 21 ha raggiunto il terzo posto nella classifica ufficiale.
     Paesi nei quali 21 ha raggiunto il quarto posto nella classifica ufficiale.

Paesi nei quali 21 ha raggiunto il primo posto nella classifica ufficiale.
Paesi nei quali 21 ha raggiunto il secondo posto nella classifica ufficiale.
Paesi nei quali 21 ha raggiunto il terzo posto nella classifica ufficiale.
Paesi nei quali 21 ha raggiunto il quarto posto nella classifica ufficiale.

Il riscontro commerciale ottenuto dall'album è stato molto positivo sin dai giorni immediatamente successivi alla sua pubblicazione.
Ad oggi, il disco ha ottenuto diversi dischi d'oro, di platino e di diamante in vari Paesi, superando nell'ottobre 2012 i 25 milioni di copie vendute in tutto il mondo e arrivando al primo posto nelle classifiche ufficiali di oltre 26 Paesi. Secondo l'International Federation of the Phonographic Industry, 21 è stato l'album più venduto a livello globale da un decennio a quella parte oltreché il disco più venduto al mondo sia durante il 2011 che durante il 2012.

### Europa
Secondo i dati raccolti dalla Official Charts Company, 21 ha raggiunto le 69 000 copie vendute in Regno Unito a distanza di un solo giorno dalla sua pubblicazione, arrivando poi al traguardo di 100 000 copie nei primi due giorni e di 208 000 nella prima settimana.
Il 28 gennaio 2011 l'album ha ottenuto il suo primo disco di platino in Regno Unito per le oltre 300 000 copie distribuite. Due giorni più tardi, 21 ha esordito al primo posto della Official Albums Chart, posizione mantenuta per un totale di undici settimane consecutive. Il 10 aprile 2011, 21 è così diventato il disco di un cantante solista con il maggior numero di settimane consecutive al numero 1 della classifica in tutta la storia della discografia britannica. Una settimana prima, il 3 aprile 2011, 21 era diventato l'album con il più alto numero di settimane in vetta alla classifica britannica dal 1986, quando Brothers in Arms dei Dire Straits era riuscito a conservare la prima posizione per 10 settimane.
In seguito l'album è ritornato più volte al primo posto della classifica britannica, fino a raggiungere complessivamente il risultato di ventitré settimane non consecutive in prima posizione e ottenendo un totale di 16 dischi di platino in Regno Unito.
Inoltre, 21 ha raggiunto i due milioni di copie vendute nel Regno Unito in 87 giorni, diventando così uno dei dischi che hanno raggiunto tale traguardo nel minor tempo. A maggio 2011 21 è diventato l'album digitale più venduto della storia in Regno Unito, superando The Fame di Lady Gaga. Nel dicembre 2012, l'album ha inoltre oltrepassato la soglia di 4 652 000 copie complessivamente vendute in Regno Unito, risultato che lo ha portato a raggiungere la quarta posizione nella classifica degli album più venduti di sempre nel paese.
Nella settimana conclusasi il 20 febbraio 2011, Adele è riuscita ad occupare contemporaneamente due posizioni nella Top 5 degli album, con i suoi due primi lavori 21 e 19, e due posizioni nella Top 5 dei singoli in Regno Unito, con Rolling in the Deep e il secondo singolo estratto dall'album, Someone Like You, pubblicato solo pochi giorni prima. Dal gennaio 1964, quando i Beatles erano riusciti ad ottenere lo stesso risultato, nessun altro artista vivente era riuscito a replicare tale primato.
In Irlanda l'album ha avuto un successo simile a quello ottenuto in Regno Unito, superando ad aprile 2011 le 100 000 copie vendute e raggiungendo in seguito un numero totale di 35 settimane non consecutive in vetta alla classifica, risultato che nessun album era riuscito ad ottenere nella storia recente e che ha migliorato il record di 20 settimane fino ad allora detenuto da (What's the Story) Morning Glory? degli Oasis. A distanza di un anno dalla sua pubblicazione, l'album ha raggiunto in Irlanda le 250 000 copie, il miglior risultato di sempre ottenuto da un disco in un periodo di tempo pari a dodici mesi. Dopo aver superato le 270 000 copie vendute, 21 ha ottenuto il suo diciottesimo disco di platino in Irlanda, diventando il settimo disco più venduto di sempre nel paese e stabilendo il primato assoluto di vendite in formato digitale.
Nei Paesi Bassi l'album ha esordito al primo posto in classifica, con un numero di pezzi venduti superiore al totale delle copie smerciate da tutto il resto della Top100 della stessa settimana e raggiungendo il doppio disco di platino nei primi 7 giorni, grazie alle oltre 100 000 copie distribuite. Nel marzo 2011, sull'onda del successo di 21, l'album di debutto di Adele è risalito fino al secondo posto, portando così la cantante britannica ad essere la seconda artista ad occupare contemporaneamente le prime due posizioni della classifica degli album più venduti nei Paesi Bassi, preceduta solo da Michael Jackson nel 1979. Alla fine del 2011 21 ha ottenuto il suo nono disco di platino nei Paesi Bassi, grazie alle oltre 450 000 copie vendute fino ad allora.
A marzo 2012 l'album ha ottenuto inoltre la sua trentunesima settimana al primo posto nella Mega Album Top 100, superando così il record assoluto di massima permanenza in vetta a tale classifica stabilito circa un anno prima da Caro Emerald con Deleted Scenes from the Cutting Room Floor.

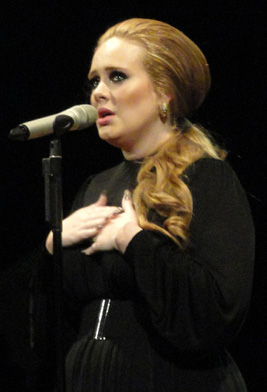
Adele esegue Someone Like You a Seattle il 12 agosto 2011. Dopo la pubblicazione del brano come singolo, 21 ha incrementato le proprie vendite in Paesi come l'Italia, dove l'album ha raggiunto il numero uno in classifica nell'ottobre 2011.

In Francia l'album ha esordito al quarto posto della classifica SNEP, ma nel giugno 2011 è riuscito a risalire fino alla prima posizione. A metà ottobre del 2011 21 ha ottenuto inoltre il disco di diamante, e un mese più tardi ha raggiunto le 549 000 copie vendute in Francia, e ha superato il 1 700 000 copie vendute a fine 2013.
In Italia, dopo un esordio in top 10, l'album è riuscito a raggiungere il primo posto della rispettiva classifica durante la sua trentottesima settimana di permanenza, in concomitanza con il successo ottenuto dal singolo Someone Like You, pubblicato in Italia pochi giorni prima. 21 ha in seguito portato a cinque il numero totale di settimane non consecutive al primo posto della classifica italiana, restando tra le prime venti posizioni per 90 settimane. Nel luglio 2012 è stato inoltre annunciato che il disco è stato il più venduto in Italia durante la prima metà dello stesso anno.
In Germania l'album ha invece raggiunto il primo posto della classifica nella sua settimana di debutto, restandovi poi per un totale di otto settimane non consecutive e ottenendo otto dischi di platino dalla Bundesverband Musikindustrie per aver distribuito oltre 1 600 000 copie. L'album ha ottenuto buoni risultati anche in molti altri Paesi europei, raggiungendo il primo posto anche in Austria, Danimarca, Finlandia, Germania, Grecia, Norvegia, Polonia, Repubblica Ceca, Svezia, Svizzera e nelle regioni belghe della Vallonia e delle Fiandre, e ottenendo diversi dischi d'oro e di platino.

### Oceania
21 ha ottenuto 32 settimane di permanenza al primo posto anche nella classifica australiana, quattro in meno rispetto al record assoluto, detenuto da Brothers in Arms dei Dire Straits. Con oltre 980 000 copie distribuite, l'album è stato inoltre certificato quattordici volte disco di platino dall'Australian Recording Industry Association. Nel dicembre 2012, 21 ha poi superato il traguardo del milione di copie vendute in Australia. L'ultimo album che era riuscito a oltrepassare tale soglia era stato Innocent Eyes della cantante australiana Delta Goodrem, pubblicato nel 2003.
Con 38 settimane al numero uno, l'album ha superato inoltre il record assoluto di permanenza in vetta alla classifica stilata dalla Recording Industry Association of New Zealand, precedentemente detenuto da Come on Over di Shania Twain, che aveva totalizzato 23 settimane al primo posto in Nuova Zelanda. Nel Paese, 21 è stato certificato tredici volte disco di platino, per le oltre 195 000 copie vendute.

### Stati Uniti d'America e Canada
21 ha debuttato al numero 1 anche nella classifica statunitense, vendendo 352 000 copie nella sua prima settimana e conservando la prima posizione anche nella settimana successiva, con altre 168 000 copie vendute.
Il 15 luglio 2011 21 è inoltre diventato l'album digitale più venduto di sempre negli Stati Uniti d'America oltreché il secondo a superare il milione di copie digitali, dopo Recovery di Eminem, che era riuscito a raggiungere tale traguardo con una settimana di anticipo rispetto al disco di Adele.
Dopo essere stato l'album più venduto nella prima metà del 2011, con oltre 2 517 000 copie commercializzate negli Stati Uniti fino al giugno di quell'anno, 21 ha concluso l'anno portando a 5 820 000 il numero totale di copie vendute negli Stati Uniti, risultando così l'album dal maggior successo commerciale dell'anno.
A partire dal gennaio 2012, l'album è riuscito a ritornare ripetutamente in vetta alla Billboard 200, raggiungendo nel giugno dello stesso anno il numero totale di ventiquattro settimane al numero uno della classifica. Tale risultato rappresenta il record assoluto di permanenza in prima posizione nella nota classifica americana da parte di un album britannico, colonne sonore escluse. Inoltre, nessun album pubblicato da una donna aveva ottenuto una così lunga permanenza in vetta prima di 21.
Nella storia della Billboard 200, solamente cinque album hanno conservato la prima posizione per un numero di settimane superiore a ventiquattro.
Secondo i dati offerti da Nielsen SoundScan riguardanti le vendite in territorio americano, 21 ha venduto 3 668 000 copie nei primi sei mesi del 2012, oltrepassando poi la soglia complessiva dei 10 000 000 di copie nel novembre dello stesso anno, a 92 settimane di distanza dalla sua pubblicazione.
Inoltre, dopo essere diventato l'album di un'artista femminile con il maggior numero di settimane consecutive trascorse nella top ten della Billboard 200, record precedentemente detenuto da Jagged Little Pill di Alanis Morissette, l'album ha prolungato fino a 80 settimane la sua permanenza tra le prime dieci posizioni della classifica americana, ottenendo così il terzo miglior risultato in assoluto, dietro solamente a Born in the U.S.A. di Bruce Springsteen e a The Sound of Music, colonna sonora del film Tutti insieme appassionatamente.
Alla fine del 2012, 21 è diventato per la seconda volta consecutiva l'album più venduto dell'anno negli Stati Uniti, risultato che nessun album aveva ottenuto dopo Thriller di Michael Jackson, che aveva ottenuto la prima posizione nelle classifiche annuali del 1983 e del 1984.
In Canada, dopo aver debuttato al numero uno in classifica, l'album ha raggiunto a distanza di 7 mesi le 514 000 copie vendute. Il 22 novembre 2011 l'album è stato certificato disco di diamante in Canada, per aver distribuito oltre 800 000 copie, mentre nel maggio 2012, secondo i dati raccolti da Nielsen SoundScan, le copie vendute hanno superato la soglia di 1 200 000 unità. A settembre 2018 è stato certificato doppio diamante (vendite 1600000).

## Classifiche

### Classifiche settimanali
| Classifica (2011-12) | Posizione massima |
| -------------------- | ----------------- |
| Argentina            | 1                 |
| Australia            | 1                 |
| Austria              | 1                 |
| Belgio (Fiandre)     | 1                 |
| Belgio (Vallonia)    | 1                 |
| Brasile              | 1                 |
| Canada               | 1                 |
| Croazia              | 2                 |
| Danimarca            | 1                 |
| Finlandia            | 1                 |
| Francia              | 1                 |
| Germania             | 1                 |
| Giappone             | 4                 |
| Grecia               | 1                 |
| Irlanda              | 1                 |
| Italia               | 1                 |
| Lituania             | 23                |
| Messico              | 1                 |
| Norvegia             | 1                 |
| Nuova Zelanda        | 1                 |
| Paesi Bassi          | 1                 |
| Polonia              | 1                 |
| Portogallo           | 3                 |
| Regno Unito          | 1                 |
| Repubblica Ceca      | 1                 |
| Spagna               | 2                 |
| Stati Uniti          | 1                 |
| Sudafrica            | 1                 |
| Svezia               | 1                 |
| Svizzera             | 1                 |
| Ungheria             | 1                 |

### Classifiche di fine anno
| Classifica (2011) | Posizione |
| ----------------- | --------- |
| Argentina         | 10        |
| Australia         | 1         |
| Austria           | 2         |
| Belgio (Fiandre)  | 1         |
| Belgio (Vallonia) | 1         |
| Brasile           | 8         |
| Canada            | 1         |
| Danimarca         | 2         |
| Finlandia         | 5         |
| Francia           | 1         |
| Germania          | 1         |
| Irlanda           | 1         |
| Islanda           | 46        |
| Italia            | 4         |
| Messico           | 5         |
| Norvegia          | 1         |
| Nuova Zelanda     | 1         |
| Paesi Bassi       | 1         |
| Polonia           | 1         |
| Regno Unito       | 1         |
| Spagna            | 5         |
| Stati Uniti       | 1         |
| Sudafrica         | 1         |
| Svezia            | 2         |
| Svizzera          | 1         |
| Ungheria          | 33        |
| Classifica (2012) | Posizione |
| Argentina         | 1         |
| Australia         | 3         |
| Austria           | 1         |
| Belgio (Fiandre)  | 1         |
| Belgio (Vallonia) | 1         |
| Brasile           | 6         |
| Canada            | 1         |
| Danimarca         | 5         |
| Finlandia         | 5         |
| Francia           | 1         |
| Germania          | 3         |
| Giappone          | 35        |
| Irlanda           | 7         |
| Italia            | 2         |
| Messico           | 2         |
| Nuova Zelanda     | 1         |
| Paesi Bassi       | 1         |
| Polonia           | 2         |
| Regno Unito       | 2         |
| Spagna            | 4         |
| Stati Uniti       | 1         |
| Svezia            | 15        |
| Svizzera          | 1         |
| Ungheria          | 6         |
| Classifica (2021) | Posizione |
| Australia         | 57        |
| Belgio (Fiandre)  | 40        |
| Belgio (Vallonia) | 141       |
| Danimarca         | 54        |
| Paesi Bassi       | 31        |
| Regno Unito       | 49        |
| Stati Uniti       | 198       |
| Svezia            | 38        |
| Classifica (2022) | Posizione |
| Australia         | 76        |
| Belgio (Fiandre)  | 37        |
| Belgio (Vallonia) | 130       |
| Danimarca         | 60        |
| Islanda           | 45        |
| Lituania          | 68        |
| Paesi Bassi       | 23        |
| Regno Unito       | 79        |
| Svezia            | 51        |
| Classifica (2023) | Posizione |
| Islanda           | 27        |
| Classifica (2024) | Posizione |
| Portogallo        | 153       |

### Classifiche di fine decennio
| Classifica (2010-19) | Posizione |
| -------------------- | --------- |
| Australia            | 1         |
| Paesi Bassi          | 1         |

### Classifiche di fine secolo
| Classifica (2000-2024) | Posizione |
| ---------------------- | --------- |
| Stati Uniti            | 2         |

## Date di pubblicazione
| Paese                 | Data di pubblicazione | Formato ed edizione                  | Etichetta             |
| --------------------- | --------------------- | ------------------------------------ | --------------------- |
| Giappone              | 19 gennaio 2011       | CD, download digitale                | Hostess Entertainment |
| Grecia                | 20 gennaio 2011       | Edizione limitata con tracce bonus   | XL Recordings         |
| Australia             | 21 gennaio 2011       | CD, download digitale                | XL Recordings         |
| Austria               | 21 gennaio 2011       | CD, download digitale                | XL Recordings         |
| Germania              | 21 gennaio 2011       | CD, download digitale                | XL Recordings         |
| Italia                | 21 gennaio 2011       | CD, download digitale                | XL Recordings         |
| Paesi Bassi           | 21 gennaio 2011       | CD, download digitale                | XL Recordings         |
| Svizzera              | 21 gennaio 2011       | CD, download digitale                | XL Recordings         |
| Regno Unito           | 21 gennaio 2011       | CD, download digitale                | XL Recordings         |
| Taiwan                | 21 gennaio 2011       | Edizione standard, Exclusive edition | High Note             |
| Francia               | 24 gennaio 2011       | CD, download digitale                | XL Recordings         |
| Polonia               | 24 gennaio 2011       | CD                                   | XL Recordings         |
| Stati Uniti d'America | 22 febbraio 2011      | CD, download digitale                | Columbia              |
| Canada                | 22 febbraio 2011      | CD, download digitale                | Columbia              |
| Messico               | 5 aprile 2011         | CD, download digitale                | Sony Music Mexico     |